# Trechus chalybeus
Trechus chalybeus är en skalbaggsart som beskrevs av Pierre François Marie Auguste Dejean. Trechus chalybeus ingår i släktet Trechus och familjen jordlöpare. Inga underarter finns listade i Catalogue of Life.